# SMS Preußen
SMS Preußen byla čtvrtá z pěti bitevních lodí (predreadnought) třídy Braunschweig postavených pro německé císařské námořnictvo.

## Stavba

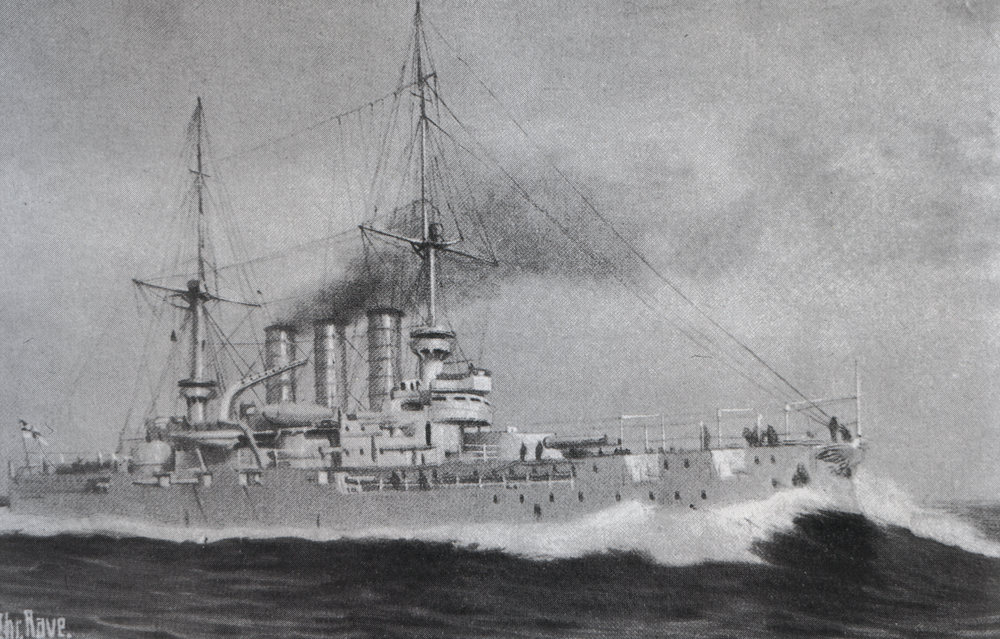
Preußen

Kýl lodi byl položen v loděnici AG Vulcan Stettin ve Štětíně roku 1902. Na vodu byla spuštěna v říjnu 1903 a do služby se dostala v červenci 1905. Jméno nesla podle Pruska.

## Konstrukce
Její hlavní výzbroj tvořila 4 děla ráže 280 mm (11 palců) a dosahovala maximální rychlosti 18 uzlů (33 km/h; 21 mph). Podobně jako všechny ostatní predreadnoughty postavené na přelomu století rychle zastarala uvedením do služby revoluční lodi HMS Dreadnought v roce 1906, kvůli čemuž u německého námořnictva zažila omezenou službu.

## Sužba

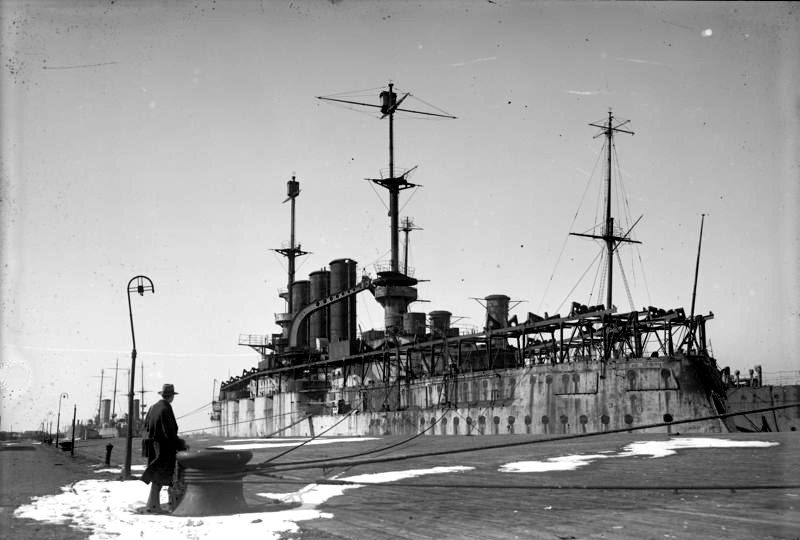
Preußen jako depotní loď pro minolovky

Služba lodi Preußen se v době míru soustředila na výcvik floty a cvičné plavby do zahraničních přístavů. Po většinu své kariéry sloužil jako vlajková loď II. bitevní eskadry Širokomořského loďstva, za první světové války jako strážní loď v německém zálivu a později v dánských průlivech. Podílel se na výpadech v prosinci 1914, kdy poskytoval podporu během ostřelování Scarborough, Hartlepoolu a Whitby, během něhož se německá flota krátce střetla s částí britské Grand Fleet. Preußen byl v květnu 1916 dočasně přidělen ke strážním povinnostem v Baltském moři, a tak nezasáhl do bitvy u Jutska. Vzhledem ke stáří lodi se ale k flotě nakonec nevrátil a místo toho nadále sloužil jako strážní loď až do roku 1917, kdy se stal mateřskou lodí ponorek se sídlem ve Wilhelmshavenu.
Po válce sloužil v Reichsmarine a byl přeměněn na depotní loď pro minolovky typu F. V dubnu 1929 ho vyškrtli z námořního rejstříku a v roce 1931 prodali do šrotu. Jako cíl byla zachována část jeho trupu o délce 63 metrů; na konci druhé světové války v roce 1945 byla bombardována, potopena spojeneckými bombardéry a v roce 1954 sešrotována.